# Solella de les Berengueres

La Solella de les Berengueres, respecte del terme de Castellcir

La Solella de les Berengueres és una solana del terme municipal de Castellcir, a la comarca del Moianès.
És a la zona més septentrional del terme, a migdia de la masia de les Berengueres. És una extensa solana situada a la dreta de la Riera de Santa Coloma, a ponent de la Baga de la Talladella. S'estén quasi al llarg de 600 metres, des de molt a prop a migdia de les Berengueres fins al nord de les Poues, on la Riera de Santa Coloma canvia de direcció, cap a ponent. Al nord-est del seu extrem septentrional es troba el Passant dels Plans.

## Etimologia
És un topònim romànic modern, de caràcter descriptiu: es tracta de la solella de la masia de les Berengueres.